# Aseguramiento (alpinismo)

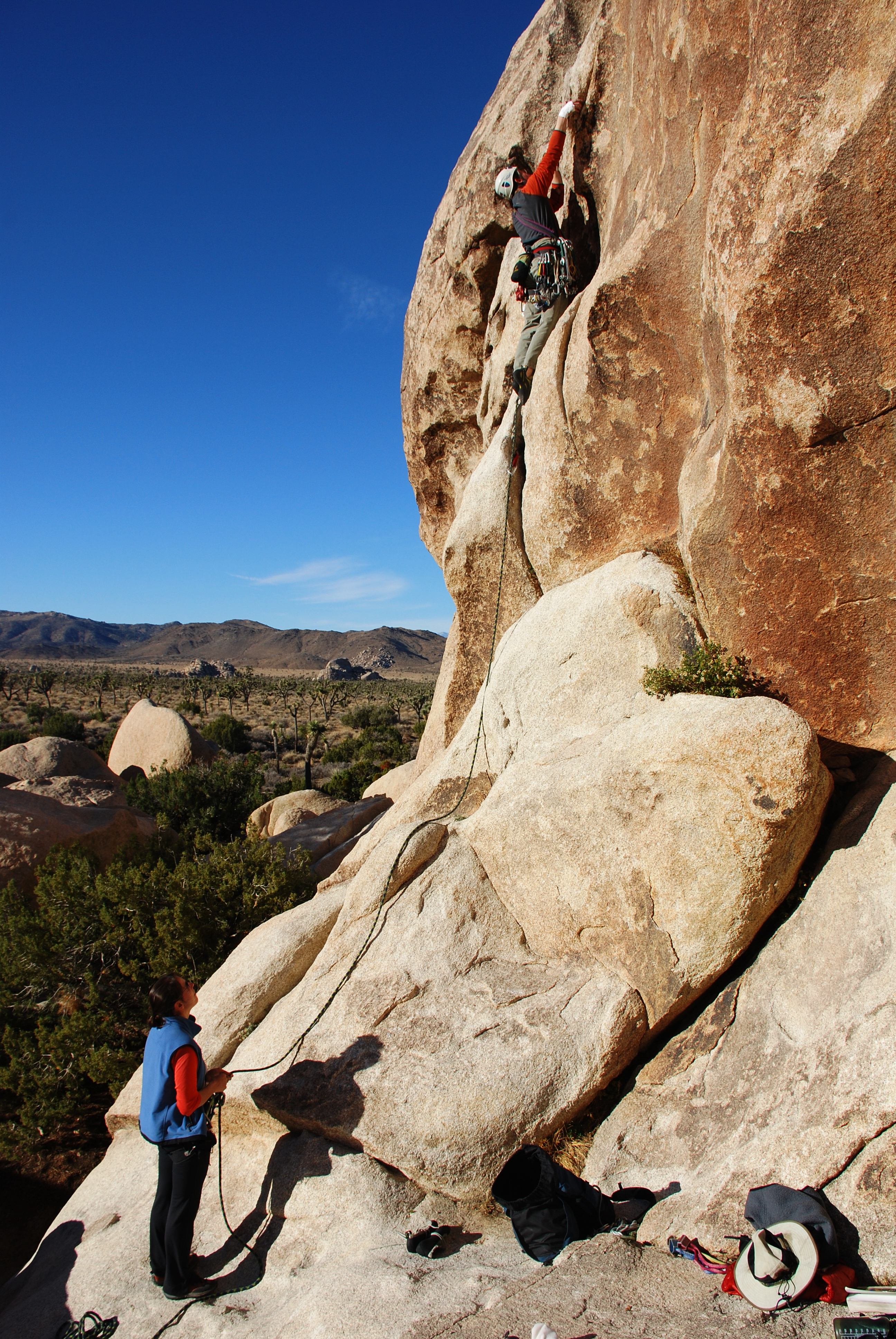
Líder y asegurador escalando en el Parque nacional de Árboles de Josué.

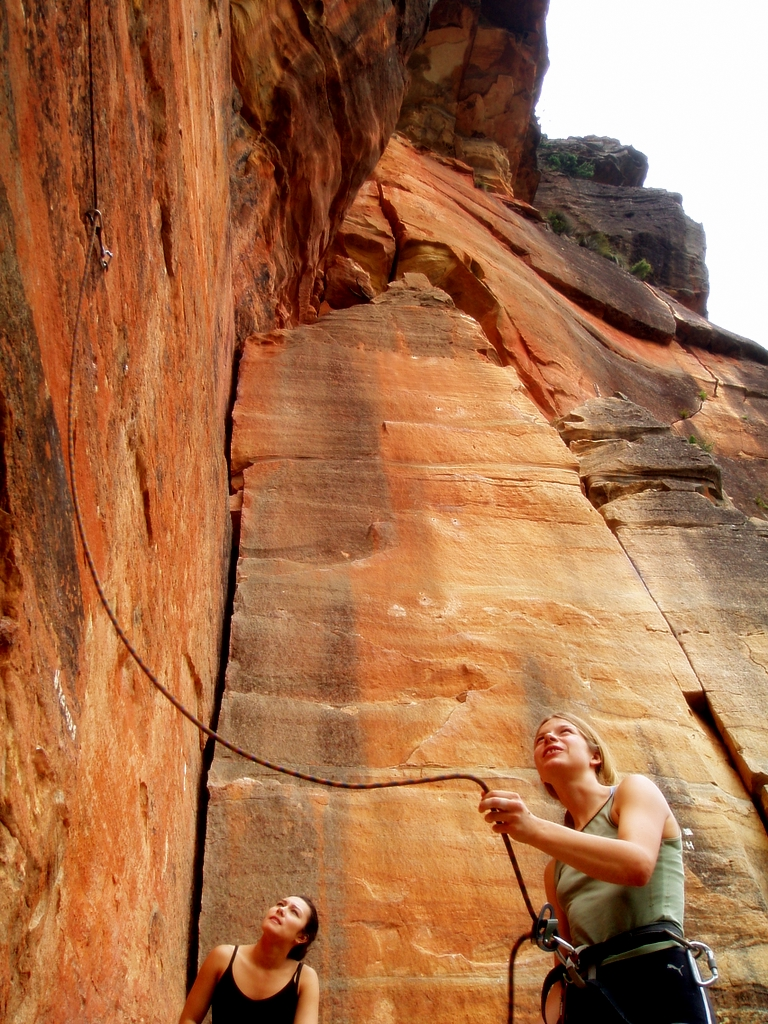
Un compañero asegura el ascenso del escalador líder.

El término aseguramiento se refiere a diversas técnicas que son utilizadas en la escalada para ejercer fricción sobre una cuerda de escalada de forma tal que se limita la caída de un escalador que ha perdido su apoyo. Un compañero escalador por lo general aplica fricción en el otro extremo de la soga siempre que el escalador no se está desplazando, liberando la fricción toda vez que el escalador requiere más soga para continuar su ascenso.